# Ljudska probava
Probava je proces koji se događa u probavnom sustavu, a uloga probavnog sutava je mehanička i kemijska razgradnja hrane, apsorpcija hranjivih sastojaka u krvni i limfni optok te defekacija. Kroz probavu ljudski organizam dobiva energiju koja se oslobađa razgradnjom nutrijenata (energetski bogati hranjivi sastojci). Nutrijenti i energija iz hrane su potrebni za normalno funkcioniranje organizma i njegovu izgradnju.
Probava počinje u ustima, gdje se hrana unosi, žvače i usitnjava. Pri žvakanju se oslobađa slina koja vlaži hranu i svojim enzimima započinje razgradnju ugljikohidrata. Hrana gutanjem odlazi u jednjak koji povezuje usta i želudac. U želucu se događa najveća razgradnja, uz pomoć želučanih sokova (želučane kiseline) koji razgrađuju bjelančevine. Razgrađena, hrana poprima tekuću formu i odlazi u tanko crijevo gdje se obavlja završna enzimatska razgradnja i apsorbiraju nutrijenti. Probavni enzimi iz jetre (žuč) i gušterače se izlučuju u tanko crijevo i pomažu u razgradnji masti (jetra), ugljikohidrata i bjelančevina (gušterača). Osim dugih probavnih crijeva i probavnih organa, u procesu probave sudjeluju i veće probavne žlijezde koje izlučuju svoje sekrete. Na tanko crijevo se nadovezuje debelo crijevo. U njemu se reapsorbiraju mineralne tvari i voda, a bakterijska fermentacija oblikuje stolicu. Vrijeme potrebno za prolaz hrane kroz probavnu cijev je oko 24 do 48 sati. Stolica se izbacuje iz probavnog trakta kroz analni otvor i time završava proces probave. Potrebne tvari resorbirane iz crijeva putuju krvotokom po cijelom tijelu, dolaze do stanica, gdje se iskorištavaju za energiju i druge procese.

## Uloga probavnog sustava
Osnovna uloga probavnog sustava je priprema hrane za staničnu upotrebu. Sustav razgrađuje velike molekule iz unesene hrane, koje zbog svoje veličine ne bi mogle ući u krvotok. Manje i jednostavnije molekule nastale nakon razgradnje mogu proći kroz stijenku probavne cijevi i ući u krvotok uz pomoć kojeg dospijevaju do svake stanice u tijelu. Probavni sustav nas štiti od štetnih i nepotrebnih tvari koje unesemo u usta, izbacujući te tvari kroz rektum. U tijelu se probavni sustav proteže kroz cijeli trup, nadovezujući probavne organe jedan na drugi, od usta i vrata do prsne i trbušne šupljine i na kraju do analnog otvora.

## Dijelovi probavnoga sustava
Ljudski probavni sustav se sastoji od probavne cijevi, pratećih probavnih organa i probavnih žlijezda. Probavnu cijev čine: usna šupljina, ždrijelo, jednjak, želudac, tanko crijevo, debelo crijevo i crijevni otvor (anus). Pomoćni probavni organi su zubi, jezik, a probavne žlijezde gušterača, jetra (one svoje probavne sokove luče u dvanaesnik) i žlijezde slinovnice. Na spoju tankog i debeloga crijeva nalazi se slijepo crijevo s nastavkom crvuljkom. Hrana se u probavnom sustavu mijenja mehanički i kemijski. Dijelove probavnog sustava štite i podmazuju serozne opne.

### Usta
Ljudska probava započinje u ustima primanjem hrane. U ustima se stvara zalogaj uz pomoć djelovanja zubiju, jezika i sline. Zubi imaju ulogu žvakanja i najčvršće su kosti u tijelu. Odraslo zubalo ima 32 zuba - 16 na svakoj vilici. Oni su podijeljeni u 4 skupine:
8 sjekutića, 4 očnjaka, 8 pretkutnjaka i 12 kutnjaka. Prednji zubi, sjekutići i očnjaci, služe za kidanje i pridržavanje hrane, pa su zbog toga oštriji i šiljastiji od stražnjih zuba. Stražnji zubi, pretkutnjaci i kutnjaci stišću i melju hranu da bi se ona raspala u manje komade. Nakon što zubi prožvaču i usitne hranu, jezik je prevrće, te se aktiviraju žlijezde slinovnice koje imaju ulogu proizvodnje sline (vodenaste tekućine).
Tri su para žlijezda slinovnica - podvilične, podušne i podjezične žlijezde. Izlučuju enzim ptijalin, koji u ustima razgrađuje škrob na maltozu i glukozu. U ustima se slinom razgradi do 70% škroba. Slina ovlažuje hranu da bi se mogla lakše progutati te zbog nje jezik može osjetiti njen okus. Lučenje sline se na može kotrolirati zato što je refleksivna reakcija, a dnevno se izluči približno 1 i 1,5 litre sline. Jezikom se zalogaj nakon žvakanja (potrebno je dobro prožvakati da ne bi zapela u grlu) potisne u ždrijelo i dolazi do refleksne pojave gutanja.

### Ždrijelo
Hrana pri gutanju prolazi kroz ždrijelo do jednjaka. Tijekom prolaska hrane elastični poklopac, epiglotis, sprječava odlazak hrane u dušnik, a disanje je zbog toga onemogućeno. Hrana do jednjaka prolazi naizmjeničnim stezanjem i otpuštanjem mišićne stijenke ždrijela (peristaltičkim pokretima).

### Jednjak
Jednjak je cijev duga oko 25 cm koja povezuje probavni sustav od ždrijela do želuca. Hrana putuje pomoću stezanja mišića valovito (peristaltikom) da bi prošla kroz cijelu probavnu cijev. Proces peristaltike u probavnoj cijevi ponavlja se više puta. Na kraju jednjaka se nalazi sfinkter, prstenasti mišić koji sprječava povratak hrane iz želuca u jednjak. Prilikom prolaska hrane kroz jednjak se opušta da bi zalogaj ušao u želudac, a nakon toga se steže i time sprječava regurgitaciju (povratak hrane iz želuca u jednjak).

### Želudac
Želudac priprema hranu za daljnju preradu u tankom crijevu. Nalik je vrećici te se u njemu može pohraniti velika količina hrane te na neki način služi kao spremnik hrane (tj. energije). Obujam praznog želuca odrasle osobe je oko pola litre, dok je punog oko 1,5 litara. U stijenci želuca se nalazi sloj glakih mišića koji stežu i time melju hranu, pretvarajući ju u himus (smjesa slična kaši). U stijenci se nalaze i brojne žlijezde koje izlučuju probavne sokove i sluz. Obložne žlijezde luče kloridnu kiselinu, na što ih potiče hormon gastrin. Kloridna kiselina i enzim pepsin razgrađuju hranu u želucu. Unutarnja stijenka želuca se zaštićuje lučenjem zaštitnog sloja sluzi (luče ga vrčaste žlijezde), debljine do jednog milimetra, da ju želučana kiselina ne bi oštetila. Enzim pepsin služi za degradaciju bjelančevina u peptide, klorovodična kiselina razgrađuje masti, a želučana sluz ju razrijeđuje da ne bi oštetila stijenku želuca. Relativna pH vrijednost želučane kiseline iznosi manje od 2.
Uz enzime za razgranju bjelančevina, u želucu se izlučuje i lipaze (enzimi za razgradnju masti), ali u manjoj mjeri. Lipaze nema velikog ustjecana ja razgradnju masti, jer se ona razgrađuje u tankom crijevu. Hrana u želucu mora biti tekuća, a krute tvari biti usitnjene na veličinu do 2 milimetra. Nakon probave u želucu, himus putuje u dvanaesnik (početni dio tankog crijeva). Na njegovom ulazu se nalazi prstenasti mišić (piloritični sfinkter) koji sprječava prolazak hrane prije nego što se probavi u želucu.
Prilikom prelaska himusa iz želuca u tanko crijevo, potrebno je nutralizirati kiselinu iz želuca da ne bi oštetila stijenke tankog crijeva. Uz neutraliziranje, potrebna je razgradnja makromolekula (bjelančevina, masti i ugljikohidrata) u manje molekule da bi mogle ući u krvotok. U ovom procesu je važna gušterača, koja u svojim sokovima sadrži bikarbonatne ione. Oni neutraliziraju kiseli himus. Enzimi proteaze, koje gušterača izlučuje u neaktivnoj formi, razgrađuju bjelančevine. Proteaze postaju aktivne tek kada uđu u tanko crijevo. Gušterača izlučuje i ostale enzime kao pankrasnu lipazu, ribonukleazu, deoksiribonukleazu, želatinazu i elastazu koji pomažu u razgradnji trigliceride u glicerol i masne kiseline, škrob i glikogen do disaharida itd. Probavni sokovi gušterače se spajaju kanalima žučovoda i zajedno s poluprobavljenom hranom iz želuca se ulijevaju u dvanaesnik kroz tanki otvor papilu vateri.

### Tanko crijevo
Tanko crijevo je najdulji dio probavnih crijava. Sadržaj kroz njega prolazi oko pet sati, a ovisi o hrani koju smo pojeli. Kroz tanko crijevo hrana ponovno putuje valovitim stezanjem mišića - peristaltikom. U njemu se odvijaju završne faze probave. Površina za absorpciju iznosi oko 300 m a dobije se zbog crijevnih resica. Kada bi se tanko crijevo promatralo kao obična cijev, njegova površina bi iznosila 19 m2. Početni dio cijevi je prekrivan sluzi, slično kao u želucu. U ostatku crijeva su također smještene žlijezde koje luče sluz, ali je njena količina manja od one u želucu. U tankom crijevu se probavljena hrana pretvara u tekućinu i odlazi u krv. Jednostavnije tvari se absorbiraju u crijevnim resicama i odmah ulaze u krv (npr. glukoza i aminokiseline), dok one složenije (masne kiseline i glicerol) prvo prelaze u limfu i onda naknadno limfotokom u krvotok. Iz tankog se crijeva probava nastavlja na debelo crijevo.
Tanko crijevo se sastoji od tri dijela:
- dvanaesnika (duodenuma), duljine do 25 cm, u koga se ulijevaju probavni sokovi jetre i gušterače

- jejunuma, duljine 2-8 m, u kojemu se dovršava razgradnja hrane

- ileuma, duljine oko 4 m, u kojemu se razgrađeni sastojci hrane upijaju u krv

### Debelo crijevo
U debelom crijevu se odvija zadnja faza probave. Po obujmu je veće od tankog, ali je trostruko kraće. Dijeli se na slijepo crijevo, obodno (uzlazno, poprečno i silazno), ravno te anus. Otpadne tvari iz debelog crijeva prelaze u njegov završni dio, a to je anus (crijevni otvor) kroz koji se redovito izbacuju izmetine (lat. feces). U debelom crijevu se vrši uglavnom resorpcija vode (do 1,5 l/danu) i minerala, a mikrobi razgrađuju za čovjeka neprobavljivu hranu. Uloga debelog crijeva je formiranje, pohrana i otpuštanje stolice. Te tvari se u njemu zadržavaju 12 do 24 sata. U stijenci debelog crijeva se nalaze snažni mišići koji omogućavaju jače kontrakcije crijeva, da bi njezin zadržaj kontrolirano izašao kroz anus.
U izmetu se nalazi oko 75% vode i 25 % krutih tvari (većinom bakterije, vlakna i neprobavljive tvari). Izmet je smeđe boje zbog sterkobilina koji je nastao kemijskom razgradnjom bilirubina. Izmet ima karakterističan miris zbog plinova koji su rezultat bakterijskog metabolizma.

### Gušterača i jetra
Uloga gušterače:
- gušterača je i probavna žlijezda s unutarnjim i vanjskim lučenjem
- sok joj je lužnat i neutralizira kiselinu nastalu u želucu
- enzimi gušterače sudjeluju u kemijskoj razgradnji hrane do molekula koje se mogu upiti u krv

U jetri se odvijaju stotine kemijskih reakcija i pohranjuju životno važni kemijski spojevi poput vitamina i glikogena. Ona je najveća žlijezda u čovječjem organizmu te oslobađa i uskladištava hranjive tvari, a neutralizira štetne.
Da bi iz crijeva hranjive tvari dospjele u krv moraju se prilagoditi u jetri. Jetra također proizvodi žuč koja se pohranjuje u žučnom mjehuru, a služi za olakšavanje probave masti.

## Enzimi u probavi
Enzimi u probavi imaju vrlo važnu ulogu, pogotovo u kemijskoj razgradnji hrane. Probavne enzime luče žlijezde slinovnice (enzim ptijalin), želudac (enzim pepsin) i gušterača (njezini enzimi razgrađuju hranu do molekula da bi se mogle upiti (resorbirati) u krv).

## Bolesti probavnog sustava
Većina bolesti zahvaća samo pojedine dijelove probavnog sustava. Najveće bolesti probavnog sustava su zloćudni tumori probavnih organa. Jedan od najčešćih je rak debelog crijeva. Vrlo česte su i bolesti želuca, npr. gastritis (upala želučane sluznice), te čir (teže ozlijeđeno mjesto u sluznici želuca) i rak želuca koji, ako je maligni, može metastazirati te se proširiti u druge organe, npr. u jetru. Na probavni sustav utječu i bolesti jetre i gušterače ili njihovo oštećenje otrovnim tvarima (neki lijekovi itd.) i prekomjernim pijenjem alkohola (ciroza jetre). Na jetru djeluju i virusne infekcije kao hepatitis A i B. Česte su pojave upale crijeva.
Najčešće bolesti probavnog sustava su:
- gastroezofagealana refluksna bolest
- infekcija s helicobacter pylori
- ulkusna bolest

## Vanjske poveznice
- Human Digestive System - Enchanted Learning
- The Digestive System  Arhivirana inačica izvorne stranice od 5. veljače 2007. (Wayback Machine)
- Human digestion - The Greenhouse  Arhivirana inačica izvorne stranice od 12. veljače 2007. (Wayback Machine)